# Рекуай (культура)

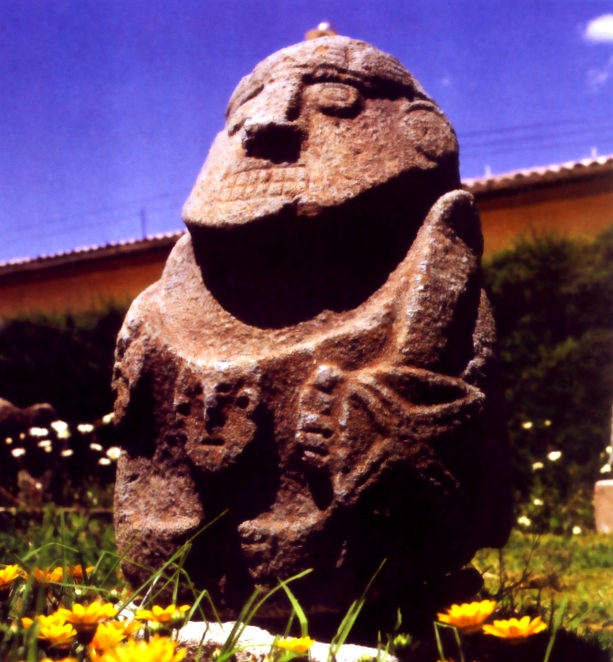
Моноліт культури Рекуай

Рекуай — доколумбова індіанська культура в долині Кальєхон де Уайлас, на території сучасної провінції Реукуай та району Рекуай (звідси походить назва) регіону Анкаш (Перу). Існувала з 200 року до н. е. до 600 року н. е. Насамперед відома як зразки скульптури та кераміки.

## Історія

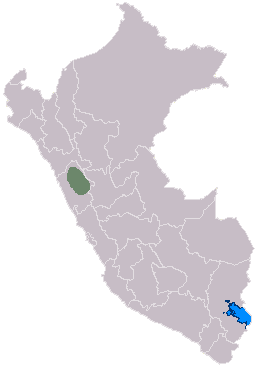
Область культури Рекуай

Спочатку народ культури Рекуай займавчастину території колишньої культури Чавін. Початковий розвиток відбувався під впливом чавінців, зокрема щодо архітектури та монументальної скульптури. Головним містом було поселення Валкавай.
Політичне (племінне) об'єднання Рекуай на півночі межувало з державою Моче та Кахамарка. З останніми постійно виникали прикордонні конфлікти за джерела води. Низка археологічних досліджень свідчить про тривалі війні з Моче, в яких вийшли переможцями. В рекуайців існували потужні укріплення, особливо у прикордонні.
Під час розквіту розширило свій вплив на частину долини річок Таблачака, низичини річок Санта, Касма і Уармей, сягаючи області Пашаш. В цей період значного розвитку досягла металургія, скульптура й гончарство. В пізній період головним поселенням стає городище Пашаш. В подальшому культура Пашаш стало спадкоємцем культури Рекуай.

### Політично-соціальна організація
замало інформація щодо політичного утрою. Представляло собою «конфедерацію» поселень, яким підкорялись сільські групи. На чолі стояв жрець-вождь, тобто мало форму теократії. Дослідження доводять, що верховного вождя-правителя обожествляли. Але поки не відомо саме як успадковувалася влада: через обрання серед вищого жрецтва або спадкового в рамках одного роду чи родини. Основу об'єднання складала родова громада.
Найбільшими привілеями користувалося жрецтва та родова знать. З часом значну вагу отримала військова знать, особий статус здобули вояки в часи розквіту культури Рекуай (тоді вона мала високий рівень мілітарізації). Нижчі розташовувалися ремісники та невеличкий прошарок торгівців. Ще нижчі перебували землероби.

## Господарство
Основу складало землеробство, частково терасове. Вирощували в значній кількості маїс, різні булльби. Значно розвитку досягло скотарство, рекуайці володіли значними чередами вікуній, альпака та гуанако.
Допоміжний характер мали миливство, рибальство та збиральництво.
Значного розвитку досягли ремесла, зокрема гончарство, обробка металів, вироби тканин. останні були моно- і поліхромними (з білими, кремовими, червоними, чорними, коричневими барвами). на них представлені були тварини та геометричні форми.

## Культура

### Архітектура
Створювали свої городища за одним типом: в середині знаходилося святилище, «палаци» вождів-володарів та 2-х й 3-х етажні житла знаті, на околицях розташовувалися оселі простолюдинів. Складалися з масивних брил, що слугували також захистом від ворогів, представляли собою закриті двори зі значними підземними галереями. Різнилися якістю робіт у знаті та простолюдинів. Храми створювалися з тесаного каміння.

### Поховання
Представники цієї культури ховали своїх небіжчиків у підземних галереях. Останні мали завдовжки від 5 до 20 м і знаходилися на глибині до 2 м від поверхні землі. Вхідна яма являла собою «колодязь» невеликих розмірів, прямокутний або неправильної форми. Стінки колодязя були викладені каменем. Десь на півглибини в стінках робилися уступи, на які спиралася плита, що закривала вхід. Поверх неї колодязь був засипаний камінням. У нижній частині вхідної ями знаходилося гирло галереї, стіни якої були складені з великих плит. Проміжки між ними закладали дрібними каменями. Галерею перекривали великі плити з такою ж закладкою щілин. Поруч з небіжчиком залишаки харчі у фігурному (ритуальному) посуді та різні речі, якими той користувався зажиття.

### Скульптура
Бідбшість частина скульптур представляє статуї людей, що сидять навпочіпки з непропорційно великою головою, гострим підборіддям, великими круглими очима і масивним носом. Руки найчастіше складені на грудях. У деяких статуй-«вояків» в правій руці палиця, що лежить на плечах, а на лівій надіто маленький квадратний щит. На шиї висить вниз волоссям відрізана голова ворога-трофей. Такий же трофей поміщається на спині, прикріплений до довгого волосся «вояка». Головний убір часто прикрашений зображенням хижака. Тіло вкрите візерунками, які передають прикраси одягу. Їхні мотиви різноманітні. Досить часто зустрічаються схематичні фігури тварин з великим оком, витягнутою мордою і зубастою пащею. Найчастіше цей звір має S-подібне тіло, що закінчується іншої такої ж головою. Крім нього, на статуях зустрічаються обличчя з 4 відростками зі звірячими головами на кінцях. Такими обличчями часто прикрашені і щити.
У тому ж стилі зображуються «жінки», що володіють своїми атрибутами. У них інший головний убір і волосся спускаються з-під нього на спину косами, переданими прямими і хвилястими лініями. Руки складені на грудях під поясом, на якому спереду зображені два кола або дві маленькі личини. Від пояса вниз спускається одяг типу фартуха. Плечі і спина вкриті візерунками, мотиви яких ті ж, що і у «воїнів».
На думку вчених, скульптура дає часткове уявлення про одяг, головні убори, зачіски та зброю рекуайців.
Іншим видом кам'яних статуй є плити з різьбленими зображеннями котячих хижаків. На них зображені два звіра, що стоять боком, з мордою в анфас. Між ними зазвичай поміщена людська фігура. Подібна композиція часто зустрічається на кераміці Рекуай.

### Кераміка
Створено під впливом культури Моче та частково Віру. Рекуайські гончарі стали винахідниками гончарного кола, на якому виготовляли парадний посуд, проте цей винахід після занепаду культури не отримав поширення й його було забуто. Представлено декілька груп гончарних виробів. Його відмінною рисою є наявність посудин, прикрашених чорними негативними візерунками на білому і червоному тлі.
Найпростішою формою є глибока миска з опуклими сторонами, іноді є піддон (типи А1 і А2). Своєрідними є посудини з виступаючою збоку рукояткою (типи В1, В2, ВЗ і В4). Форма вмістилища може бути різна — миска, закрита округла посудини, сплощена посудина з ребром, іноді проти ручки знаходиться короткий носик. У ручці часто є отвір для підвішування.
Окрему групу являють кубки та чаші (типи С1, С2, СЗ): глибокі посудини з трохи опуклими стінками і круглим невисоким піддоном. Окрему групу становлять триподи, тулуб яких може мати форму миски або горщика (типи D1 і D2).
Горщики зазвичай мають сферичний корпус і дещо відігнутий віночок (тип Е). Крім того, зустрічаються горщики з трохи витягнутим тулубом, високим горлом і відігнутим віночком і типологічно споріднені з ними високі посудини з дуже широким пласким віночком (типи F, Gl, G2). рідше вони забезпечені носиком і пласкою ручкою на задньому боці.
Форма посудин деяких типів пов'язана з їх скульптурним оформленням. Такі посудини з прямим горлом і розташованої перед ним скульптурою (типи H1, Н2, H3, Н4). Їх різновидом є посудини у вигляді людей або тварин, що сидять. Типологічно дуже близькі до них напівсферичний і квадратний посуд з різко протиставленими горлом і носиком (тип J). Зустрічається посуд у вигляді архітектурних споруд, які виділяють в особливий тип М. Така ж конструктивна схема у деяких сусідів із стрілоподібним горлом (тип К). Іноді зустрічаються в особливого різновиду, коли не дві, а три трубки-горла з'єднуються одним віночком (тип L). Стременоподібне горло часто пов'язано з тулубом кільцеподібної форми. Зустрічаються і подвійні посудини.
Своєрідні зооморфні посудини (типи N1 і N2) за формою сягають типу Н. Тварини зображені одні або разом з людською фігурою. Особливі керамічні вироби — глиняні ріжки, або труби, згорнуті у вигляді кільця або прямі (типи 01 і 02).
Для декорування кераміки дуже характерно скульптурне оформлення в поєднанні з негативною розписом. Роль скульптури настільки велика, що вона часто-густо впливає на форму посудин. Зазвичай змінюється форма посудини, але іноді майстер підпорядковує зображенню і взаємне розташування горла і носика.
Коло образів, втілених у кераміці, не дуже великий. Найважливіша група зображень — антропоморфні фігури, як поодинокі, так і в складі композицій. Найчастіше це людина, що стоїть або сидить. Особа з прямим носом і гострим підборіддям передано різкими лініями. На непропорційно великий голові — налобна пов'язка або пласка шапка у вигляді розпластаної тварини. Попереду виступає об'ємна голова звіра, а з боків — лапи. Лапи і морда перетворюються іноді в три виступи або в виступ попереду (часто саме тут міститься носик посудини) і дві лопаті з боків. Зрідка головний убір прикрашено двома звіриними головами з боків або 1-2 фігурами птахів. Іноді спереду над ним є прикраса у вигляді напівкруглої «кокарди» або розкритого віяла. Дуже характерні прикраси у вигляді великих дисків, укріплених в мочках вух.
Особливо цікавий посуд, що зображує фантастичних тварин з тулубом копитного і головою, яка по круглим очам і вухам, зубастий пасти і піднятому носі. На іншому типу посуду зображено тварину з довгою мордою, зубастою пащею, круглими очима, круглими вухами, що стоять, і виділеним піднесеним носом. Його вигнуте тулуб закінчується довгим хвостом і вкрито орнаментом з плям і смуг, лапи короткі, пазуристі. Реальний прототип цього звіра неясний. В науці отримав назву «Звір Рекуай».
Скульптурна орнаментація посудин доповнюється негативної розписом, мотиви якої настільки часто повторюються, що можуть служити істотними ознаками для впізнання посуду цієї культури.